# I-DLE
I-dle (hangul: (아이들) – południowokoreański girlsband kpopowy utworzony przez wytwórnię Cube Entertainment w 2018 roku. Grupa składa się z pięciu członkiń: Miyeon, Minnie, Soyeon, Yuqi i Shuhua. Pierwotnie grupa składała się z sześciu członkiń, Soojin opuściła skład 14 sierpnia 2021 roku. Grupa jest chwalona za swoją muzykalność, wszechstronność i przełamywanie stereotypów jako „samoprodukujący” zespół idoli, znany z pisania i produkowania dużej części swojego materiału. Od debiutu są uznawane za jedną z najbardziej udanych południowokoreańskich grup dziewczęcych spoza „wielkiej czwórki” wytwórni płytowych.
I-dle zadebiutowały 2 maja 2018 roku minialbumem I Am i jego tytułowym singlem „Latata”. Po kilku umiarkowanie udanych wydaniach grupa zyskała rozgłos dzięki utworowi „Tomboy”, wiralowemu singlowi z ich pierwszego albumu studyjnego I Never Die (2022). Ich kolejny singiel, „Nxde”, również znalazł się na szczycie listy, co uczyniło I-dle jedynym artystą, który w 2022 roku osiągnął dwa razy tzw. perfect all-kill. Ponadto, byli pierwszym wykonawcą z niezależnej wytwórni, który zadebiutował na amerykańskiej liście Billboard Pop Airplay z utworem w języku innym niż angielski.
Szósty minialbum I-dle, I Feel (2023), przyniósł singiel „Queencard”, który stał się trzecim z rzędu numerem jeden grupy w Korei Południowej. Album był ich pierwszym, który sprzedał się w liczbie ponad miliona egzemplarzy w Korei Południowej, a na całym świecie osiągnął dwa miliony sprzedanych kopii w 2023 roku, według IFPI. Drugi album studyjny grupy, 2 (2024), również odniósł sukces komercyjny, sprzedając się w liczbie ponad miliona egzemplarzy w Korei Południowej. Zawierał utwór „Super Lady”, który znalazł się w pierwszej dziesiątce list przebojów, oraz piosenkę „Fate”, która osiągnęła pierwsze miejsce, mimo że nie została wydana jako singiel.

## Historia

### Przed debiutem
Soyeon była stażystką, która reprezentowała Cube Entertainment w programie survivalowym Produce 101, który ostateczne ukończyła na 10. miejscu. Jednak nie została członkiem zespołu I.O.I. Soyeon startowała również w trzecim sezonie reality show Unpretty Rapstar, kończąc na drugim miejscu. Następnie zadebiutowała jako solistka, wydając dwa cyfrowe single: „Jelly” i „Idle Song”.
Miyeon wcześniej trenowała w YG Entertainment w latach 2010–2015, opuszczając firmę po nieznanych komplikacjach związanych z jej debiutem. Soojin była stażystką w DN Entertainment w 2015 roku. Trenowała jako członkini dziewczęcej grupy Vividiva pod pseudonimem N.NA, ale odeszła przed debiutem grupy. Minnie pojawiła się na albumie Line Friends Dance Party, który ukazał się w listopadzie 2017 roku. 5 kwietnia 2018 roku Cube Entertainment ujawniło nazwę swojej nadchodzącej dziewczęcej grupy I-dle.

### 2018: Debiut zI Ami „Hann (Alone)”

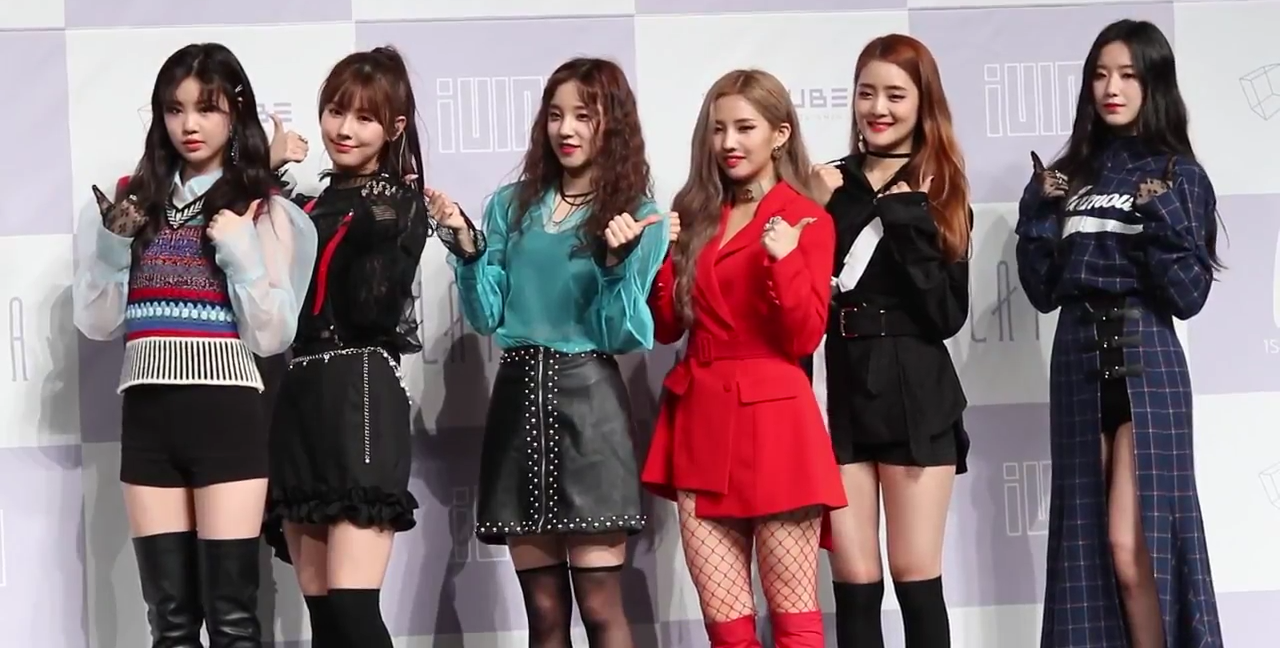
I-dle 2 maja 2018 roku

2 maja 2018 roku I-dle wydało swój debiutancki minialbum I Am z głównym singlem „Latata”. Album zadebiutował na 13 miejscu na liście Gaonjaki i na piątym miejscu na Billboard’s World Albums chart 9 maja. 22 maja I-dle odniósło swoje pierwsze zwycięstwo w programie muzycznym The Show, dwadzieścia dni po ich debiucie.
14 sierpnia ukazał się pierwszy cyfrowy singiel I-dle, „Hann (Alone)”.
We wrześniu grupa po raz pierwszy pojawiła się na KCON w Tajlandii.
W listopadzie Riot Games wydało piosenkę „Pop / Stars”, w której śpiewały Soyeon i Miyeon wraz z amerykańskimi piosenkarkami Madison Beer i Jaira Burns w ramach wirtualnej grupy o nazwie K / DA, w której Soyeon i Miyeon występowali odpowiednio jako Akali i Ahri. Singiel zagrały na Mistrzostwach Świata League of Legends razem z Beer i Burns oraz osiągnęły numer jeden na liście Billboard World Digital Sales.
W 2018 roku I-dle zdobyły nagrody dla debiutantów roku na Asia Artist Awards, Gaon Chart Music Awards, Genie Music Awards, Golden Disc Awards, Korea Popular Music Awards i Melon Music Awards.

### 2019:I Made, „Uh-Oh”, japoński debiut iQueendom

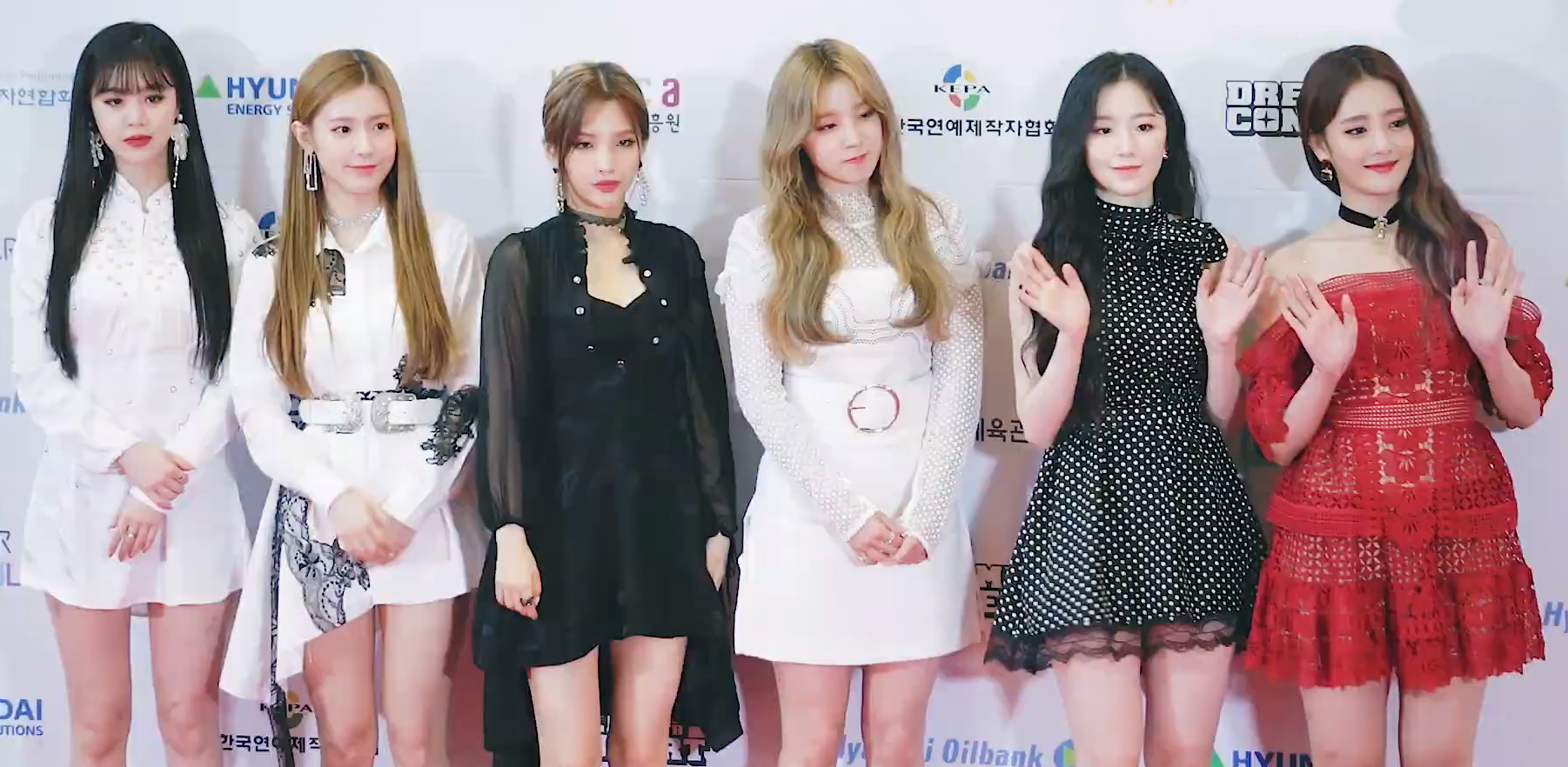
I-dle na Dream Concert 18 maja 2019 roku

26 lutego 2019 roku I-dle wydały drugi minialbum I Made. Album zawierał pięć piosenek, w tym główny singiel „Senorita”, napisany i skomponowany przez Soyeon i Big Sancho. 26 czerwca I-dle wydały swój drugi cyfrowy singiel „Uh-Oh”. Piosenka zajęła 22 miejsce na NetEase Cloud Music China w pierwszej połowie 2019 roku, co czyni ją jedyną k-popową grupą, która znalazła się na tej liście.

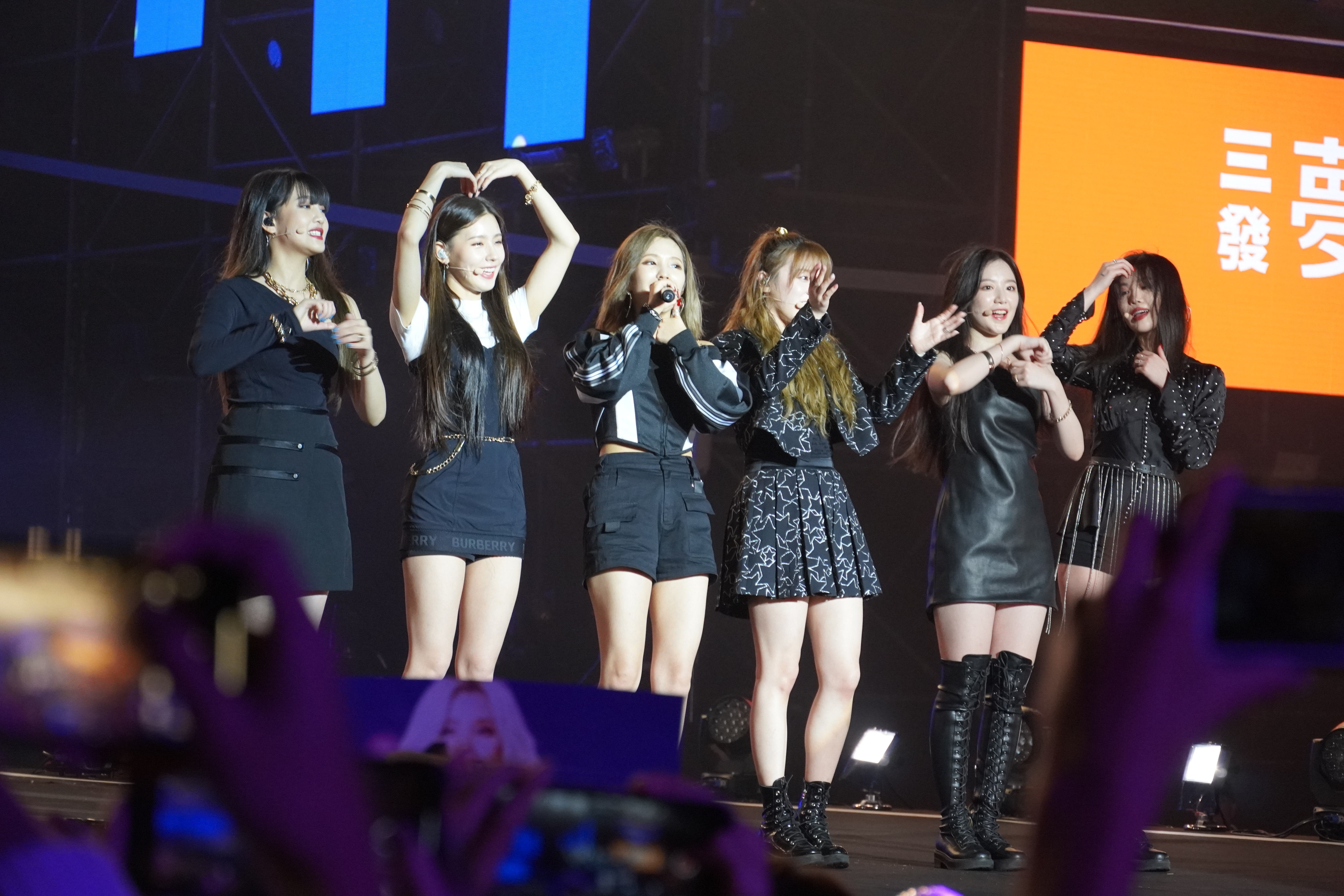
I-dle w Tainanie w grudniu 2019 roku

W lipcu I-dle zagrały swój pierwszy koncert w USA podczas konwencji KCON i festiwalu muzycznego w Javits Center w Nowym Jorku. Następnie zorganizowały pokaz na żywo w Mainabi Blitz Akasaka 23 lipca. 31 lipca I-dle zadebiutowały w Japonii wraz z wydaniem minialbumu Latata. 19 sierpnia I-dle i marka makijażowa Kate podjęli współpracę, aby wydać japońską wersje singla „Latata”.
I-dle wzięły udział w pierwszym sezonie reality show Queendom stworzonym przez Mnet. (G)I-dle zakończyły udział w programie na trzecim miejscu.
We wrześniu ogłoszono, że Cube Entertainment będzie współpracować z e2PR Strategic Communications w celu utworzenia nowego zespołu ds. promocji, który zajmie się międzynarodowym wizerunkiem I-dle. W tym samym miesiącu grupa zorganizowała swoje pierwsze spotkanie fanów, Welcome to the Neverland, bilety na wydarzenie wyprzedały się w dwie minuty.
4 października I-dle wystąpił po raz pierwszy jako headliner na Spotify On Stage Jakarta.
25 października I-dle wydały singiel „Lion” w ramach minialbumu Queendom Final Comeback. Teledysk do piosenki został wydany 4 listopada.

### 2020:Dumdi DumdiiOh My God

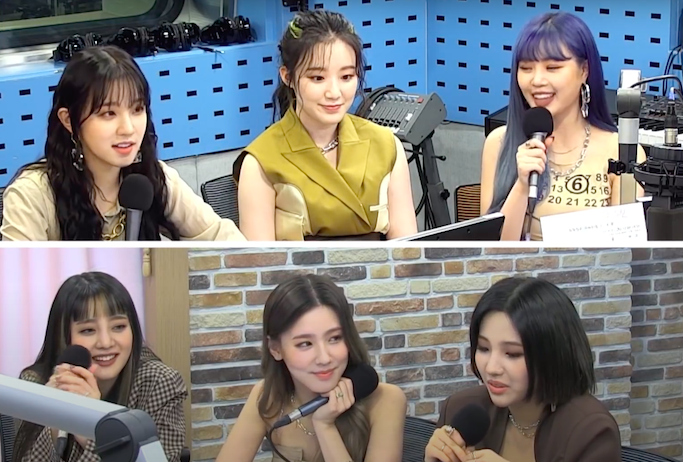
I-dle w SBS Power FM na promocji „Oh My God” 21 kwietnia 2020 roku

6 kwietnia grupa wydała ich trzeci minialbum I Trust, wraz z głównym singlem „Oh My God”. W związku z wydaniem I Trust I-dle podpisały kontrakt z Republic Records, aby pomóc w przebiciu się na rynek amerykański.
15 maju I-dle wydały angielską wersję swojego debiutanckiego singla „Latata”. 31 maja grupa ogłosiła, że dołączy do 32-osobowego składu na KCON:TACT 2020 Summer, który odbędzie się 23 czerwca. 5 lipca I-dle zorganizowały internetowy koncert I-Land: Who Am.
3 sierpnia I-dle wydały swój pierwszy singiel album Dumdi Dumdi, z głównym singlem o tej samej nazwie. 26 sierpnia wydały japońską wersję minialbumu Oh My God, wraz z japońskimi wersjami „Oh My God”, „Uh-Oh”, „Senorita”, „Dumdi”. Dumdi” oraz oryginalny japoński utwór zatytułowany „Tung Tung (Empty)”.
27 sierpnia I-dle ponownie wystąpiły jako Akali i Ahri w K/DA w piosence „The Baddest”, w której występują amerykańscy piosenkarze Bea Miller i Wolftyla. Ogłoszono również, że pojawią się w utworze „More” z oryginalnym składem (Beer i Burns), wraz z chińską piosenkarką Lexie Liu. Obie piosenki znalazły się na pierwszym miejscu listy Billboard World Digital Song Sales i znalazły się na pierwszym minialbumie K/DA All Out.

### 2021:I Burni odejście Soojin

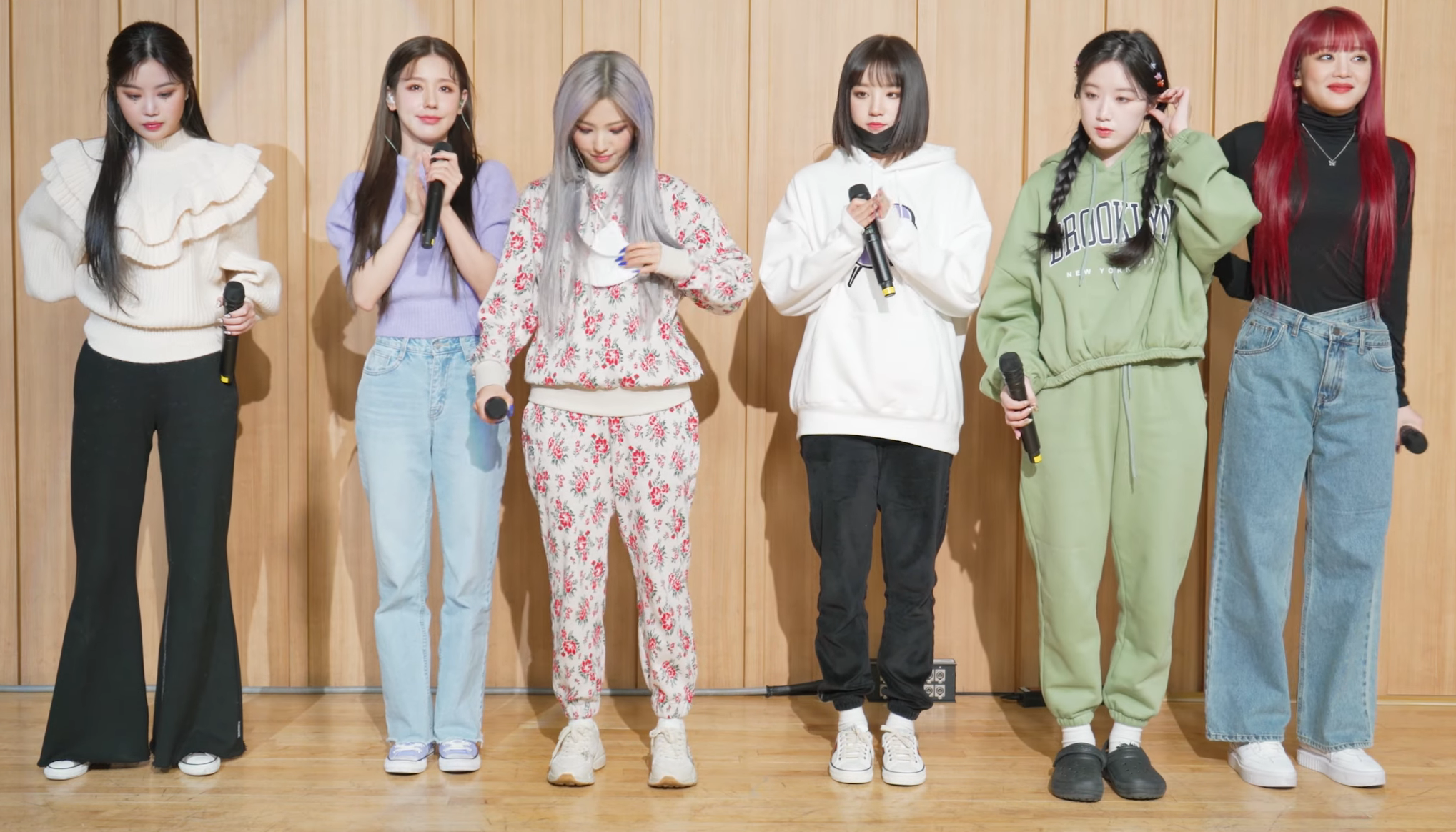
I-dle wykonuje „Hwaa” na żywo w programie Cultwo Show w stacji SBS Power FM 14 stycznia 2021 roku

11 stycznia grupa wydała swój czwarty minialbum I Burn, z głównym singlem „Hwaa”. 27 stycznia I-dle wydały angielską i chińską wersję „Hwaa”.
4 marca ogłoszono, że Soojin przerwie działalność po rzekomych oskarżeniach o zastraszanie ze strony byłych kolegów z klasy.
29 kwietnia Idle wydały razem z Universe singiel „Last Dance”. Ze względu na przerwę Soojin, Universe i Cube Entertainment rozdzieliły jej partie wśród pozostałych pięciu aktywnych członkiń grupy. Singiel znalazł się na 142 miejscu na liście Gaon Digital Chart i na 16 miejscu na liście Billboard World Digital Songs Sales.
Yuqi została drugą członkinią I-dle, która zadebiutowała jako solistka, wydając 13 maja swój debiutancki album A Page. Album składa się z dwóch głównych singli, „Giant” i „Bonnie and Clyde”.
5 lipca Soyeon Wydała swój pierwszy solowy minialbum Windy.
14 sierpnia Cube Entertainment ogłosiło, że Soojin odeszła z grupy, a I-dle będzie kontynuowały działalność jako pięcioosobowa grupa.

### 2022:I Never Die,pierwsza światowa trasa koncertowa iI Love

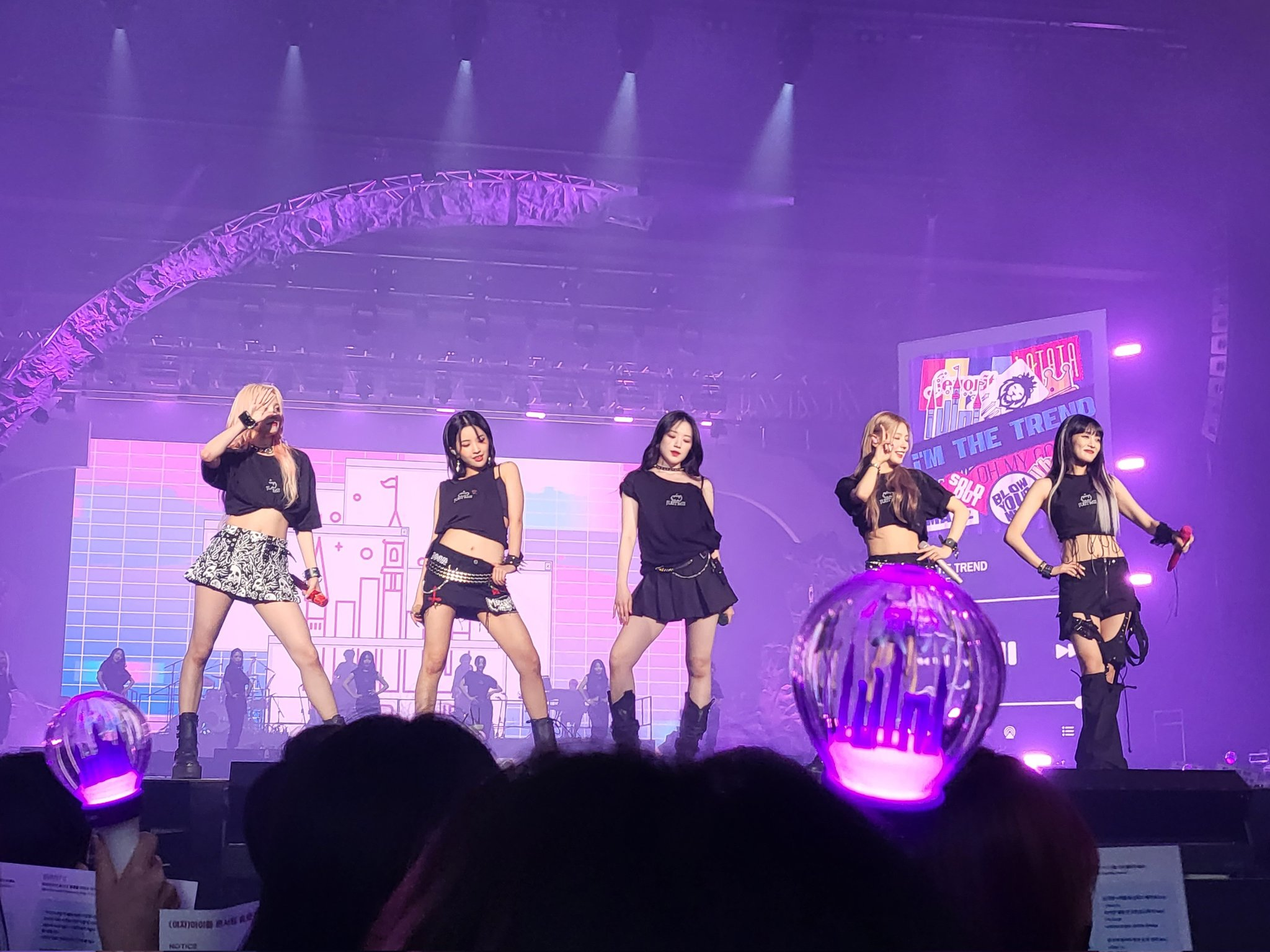
I-dle podczas pierwszego dnia Just Me I-dle – Seul w Olympic Hall w dniu 17 czerwca 2022 roku

17 stycznia I-dle po raz pierwszy wystąpiły jako pięcioosobowy zespół w ramach Expo 2020 w Dubaju.
24 lutego ogłoszono, że I-dle powrócą 14 marca ze swoim pierwszym albumem studyjnym I Never Die, i głównym singlem „Tomboy”.
27 kwietnia Miyeon została trzecią solistką grupy wydając swój pierwszy minialbum My.
18 czerwca I-dle rozpoczęły swoją pierwszą światową trasę koncertową Just Me ()I-dle w Korei Południowej, a następnie wystąpiły w Stanach Zjednoczonych, Chile, Meksyku, Indonezji, Filipinach, Japonii i Singapurze.
17 października I-dle wydały swój piąty minialbum I Love, Album miał formę konceptu inspirowanego hollywoodzkim stylem vintage i był mocno inspirowany nieżyjącą już aktorką Marilyn Monroe. Główny singiel, „Nxde”, znalazł się na szczycie wszystkich list przebojów w Korei Południowej. Album przekroczył 678 000 egzemplarzy w przedsprzedaży i odnotował wzrost o około 284% w stosunku do poprzedniego wydania. 16 grudnia I-dle współpracowały ze Steve’em Aoki przy zremiksowanej wersji „Nxde”.
31 grudnia I-dle wydały For Neverland, interaktywny koncert w wirtualnej rzeczywistości (VR) udostępniony bezpłatnie, wyłącznie w Pico Video w dziesięciu krajach. I-dle były dziesiątym najczęściej odtwarzanym zespołem K-pop na świecie oraz czwartym najczęściej odtwarzanym zespołem dziewczęcym K-pop na świecie na Spotify w 2022 roku.

### 2023:I Feel, druga światowa trasa koncertowa iHeat
W 2023 roku (G)I-dle zadebiutowały w tajwańskiej telewizji, występując w specjalnym programie noworocznym stacji TTV, 2023 Super Star, jako reprezentantki Korei Południowej i finałowy akt tego show. 18 kwietnia ogłoszono, że (G)I-dle wydadzą swój szósty koreański minialbum I Feel 15 maja, a następnie wyruszą w światową trasę koncertową I am Free-ty, która rozpoczęła się w Seulu 17 czerwca. Albumowi towarzyszyły singiel przedpremierowy „Allergy” oraz tytułowy utwór „Queencard”. Obie piosenki znalazły się w pierwszej dwudziestce Circle Chart, przy czym „Queencard” osiągnął pierwsze miejsce i stał się trzecim singlem grupy, który zdobył perfect all-kill na koreańskich listach przebojów. I Feel był 14. najlepiej sprzedającym się albumem na świecie w 2023 roku według Międzynarodowej Federacji Przemysłu Fonograficznego (IFPI), osiągając dwa miliony sprzedanych kopii.
10 lipca ogłoszono, że (G)I-dle będą współpracować z 88rising nad wydaniem swojego pierwszego anglojęzycznego minialbumu Heat, którego premiera odbyła się 5 października. Pierwszy singiel z Heat, „I Do”, został wydany 13 lipca. Sam minialbum Heat ukazał się 5 października wraz z drugim singlem „I Want That”, któremu towarzyszył teledysk. 9 listopada potwierdzono, że Soyeon weźmie udział w specjalnym kolaboracyjnym singlu „Nobody” z Liz z Ive oraz Winter z Aespy, który ukazał się 16 listopada.

### 2024:2,I Swayi trzecia światowa trasa koncertowa
7 stycznia 2024 roku ogłoszono, że (G)I-dle wydadzą swój drugi album studyjny zatytułowany 2 29 stycznia. Singiel przedpremierowy „Wife”, który znalazł się na albumie, został wydany 22 stycznia. Dzięki rosnącej popularności na platformie TikTok, utwór „Fate” osiągnął perfect all-kill na koreańskich listach przebojów, czyniąc (G)I-dle pierwszą żeńską grupą K-pop, która zdobyła perfect all-kills przy czterech kolejnych powrotach. 15 marca grupa wystąpiła gościnnie w singlu amerykańskiej piosenkarki Jennifer Lopez „This Time Around”.
13 maja Cube Entertainment ogłosiło, że (G)I-dle wyruszą w swoją trzecią światową trasę koncertową I-dol, która rozpocznie się w Seulu 3 i 4 sierpnia. 10 czerwca zapowiedziano, że siódmy koreański minialbum grupy, I Sway, zostanie wydany 8 lipca. Tytułowy singiel „Klaxon” wraz z teledyskiem ukazał się tego samego dnia co minialbum.

## Członkinie

### Obecne
| Pseudonim   | Pseudonim | Prawdziwe imię                      | Data urodzenia       | Pozycja w zespole             |
| Latynizacja | Hangul    | Prawdziwe imię                      | Data urodzenia       | Pozycja w zespole             |
| ----------- | --------- | ----------------------------------- | -------------------- | ----------------------------- |
| Soyeon      | 소연      | Jeon So-yeon (kor. 전소연)          | 26 sierpnia 1998     | liderka, raperka, wokalistka  |
| Miyeon      | 미연      | Cho Mi-yeon (kor. 초미연)           | 31 stycznia 1997     | wokalistka                    |
| Minnie      | 민니      | Nicha Yontararak (taj. ณิชา ยนตรรักษ์) | 23 października 1997 | wokalistka                    |
| Yuqi        | 우기      | Song Yuqi (chiń. 宋雨琦)            | 23 września 1999     | tancerka, wokalistka, raperka |
| Shuhua      | 슈화      | Yeh Shuhua (chiń. 葉舒華)           | 6 stycznia 2000      | wokalistka, maknae            |

### Byłe
| Pseudonim   | Pseudonim | Prawdziwe imię            | Data urodzenia | Pozycja w zespole             |
| Latynizacja | Hangul    | Prawdziwe imię            | Data urodzenia | Pozycja w zespole             |
| ----------- | --------- | ------------------------- | -------------- | ----------------------------- |
| Soojin      | 수진      | Seo Soo-jin (kor. 서수진) | 9 marca 1998   | tancerka, wokalistka, raperka |

## Dyskografia

### Dyskografia koreańska
Albumy studyjne
- I Never Die (2022)
- 2 (2024)[95]

Minialbumy
- I Am (2018)
- I Made (2019)
- I Trust (2020)
- I Burn (2021)
- I Love (2022)
- I Feel (2023)
- I Sway (2024)

Single album
- Dumdi Dumdi (2020)

- Hann(Alone) (2018)

### Dyskografia japońska
Minialbumy
- Latata (2019)
- Oh My God (2020)

### Dyskografia angielska
Minialbumy
- Heat (2023)

## Trasy koncertowe
- Just Me ( )I-dle World Tour (2022)
- I Am Free-ty World Tour (2023)
- i-Dol World Tour (2024)